# Donna Bruton
Donnamaria Bruton (Milwaukee, 3 de mayo de 1954 - Portsmouth (Rhode Island), 9 de septiembre de 2012) fue una pintora y profesora de la facultad Escuela de Diseño de Rhode Island, conocida por sus pinturas de técnica mixta y collages.

## Biografía
El padre de Bruton fue el célebre jugador de béisbol Bill Bruton y su abuelo materno fue Judy Johnson, que también jugó en las Ligas Negras, SeObtuvo la licenciatura de Bellas Artes en la Universidad Estatal de Míchigan y el Máster de Bellas Artes de la Universidad de Yale. Estudió bajo la tutela del pintor Edward Loper y exhibió junto a Dell Pryor en Detroit. She married Timothy Coutis in January 1999.
El estulo de Bruton, descrita por The Providence Journal como "un estilo suelto que fluye libremente... pero con una fuerte veta realista", hace uso de sus habilidades de dibujo, pintura y collage. Muchos de sus collages emplean objetos mundanos como la clave para llegar a una memoria o concepto más profundo. Su primera exposición en solitario fue en 1993 en Austin y fue muy bien recibido. Más tarde en su carrera, el tamaño de sus obras se expandió, muchas de ellas a lienzos de más de dos metros.
Bruton recibió el Premio Blanche E. Colman Award del BNY Mellon en 1999. Su trabajo forma parte de lacolecció permanente en el RISD Museum y en el Gwanjiu Museum de Corea, así como también en algunas colecciones privadas. El trabajo de Bruton forma parte de la colección permanente del Newport Art Museum.